# Owca ałtajska
Owca ałtajska, dawniej: argali (Ovis ammon ammon) – największa dzika owca; występuje w Azji Środkowej (Himalaje, Tybet, Ałtaj).

## Charakterystyka
Owca ałtajska jest największą dziką owcą. Długość jej ciała wynosi 120-200 cm, zaś wysokość w kłębie 90-120 cm. Masa ciała waha się między 65 a 120 kg. Podobnie jak u innych owiec dzikich, futro brązowe, a nogi białe. Samce posiadają okazałe skręcone nieco rogi, u tego podgatunku osiągające wagę 20-22 kg.

## Zasięg występowania
Zasięg występowania tego podgatunku obejmuje Ałtaj w zachodniej i południowo-zachodniej Mongolii oraz przyległych obszarach Rosji i Chin. Środowisko życia stanowią zimne, suche obszary trawiaste na zboczach gór i w dolinach między wzgórzami.

## Rozród
Ruja u owcy zaczyna się późnym październikiem lub na początku listopada, a właściwy sezon rozrodczy – na przełomie listopada i grudnia. Ciąża trwa około 150 dni. Młode rodzą się późnym kwietniem lub wcześnie w maju. Zwykle owca rodzi 1 młode, rzadko 2. Samice są dojrzałe płciowo w drugim roku życia, jednak rzadko rozmnażają się już wtedy; u samców nie dochodzi do rozrodu w tym wieku, gdyż są zdominowane przez starsze i bardziej doświadczone osobniki. Niektóre samce przeżywały ponad 10 lat.